# Mixoscyphus antarcticus
Mixoscyphus antarcticus is een hydroïdpoliep uit de familie Sertulariidae. De poliep komt uit het geslacht Mixoscyphus. Mixoscyphus antarcticus werd in 2005 voor het eerst wetenschappelijk beschreven door Peña Cantero & Vervoort. 